# 布羅德里弗鎮區 (北卡羅萊納州班康縣)
布羅德里弗鎮區（英語：Broad River Township）是位於美國北卡羅萊納州班康縣的一個鎮區。

## 地方資料
布羅德里弗鎮區的面積為111.36平方千米，皆為陸地。根據2020年美國人口普查的數據，當地共有人口2001人，而人口密度為每平方千米17.97人。